# Carlos Nasca
Carlos Domingo Nasca (auch: Carlos Domenico Nasca und Carlos D. Nasca; * 1. März 1873; † 30. Mai 1936), bekannt als El Gaucho Relámpago, war ein argentinischer Tangokomponist und Plattenproduzent.

## Leben
Nasca stammte aus Italien. Er identifizierte sich derart mit seiner neuen Heimat Argentinien, dass er sich wie ein argentinischer Rancher kleidete und als El Gaucho Relámpago (dt.: Der Gaucho Blitz) bekannt war. Er war mit der Zirkusartistin María Díaz (La Gaucha María) verheiratet und arbeitete als Produzent von Zirkusshows und Betreuer der in den Shows eingesetzten Tiere – insbesondere Pferde.
Bereits vor 1910 betrieb er unter dem Dach der BeKa-Record A.-G. das Plattenlabel Era Grand Record. Nachdem BeKa-Record 1910 von der Carl Lindström A.-G. übernommen wurde, ließ er sich von dieser die Marke ERA lizenzieren, die in Buenos Aires in der Nähe des Parque de los Patricios in einer ehemaligen Infanteriekaserne firmierte. Damit war er neben Juan B. Tagini (Sonor) und Alfredo Améndola (Atlanta) einer der Pioniere der Schallplattenproduktion in Argentinien. Zwischen 1913 und 1915 entstanden bei ERA Aufnahmen mit Orchestern von Musikern wie Genaro Espósito, Vicente Loduca, Roberto Firpo, Juan Maglio, Félix Camarano, Peregrino Paulos und Juan Carlos Bazán in Besetzungen, von denen bei anderen Labels keine Aufnahmen existieren, Soloaufnahmen von Francisco Bianco und Ángel Villoldo und Kuriositäten wie Aufnahmen mit Drehorgeln. Komponisten wie Eduardo Arolas, Francisco Canaro, Prudencio Aragón, Eduardo Monelos, Ernesto Zambonini, Ángel Pastore und Antonio Cacace veröffentlichten hier ihre Werke. Nach dem Ersten Weltkrieg wurde Nasca Eigentümer des Labels Disco Artigas.
Daneben war er auch als Vermittler an der Organisation von Tangoensembles aktiv und veröffentlichte Kompositionen im Druck. Mit seiner eigenen Formation Rondalla del Gaucho Relámpago spielte er als Bandoneonist Titel wie El caburé und Una noche de garufa. Als Komponist trat er mit einigen Tangos und Walzern hervor.

## Kompositionen
Tangos
- Cajetilla de arrabal
- Trompito
- Puro corte
- Qué dirán
- Invierno
- El eléctrico
- El indiscutible
- Hagan buches
- Quién lo diría
- El clarín
- Feria franca
- Los cardales
- Amor de madre (Mazurka)

Walzer
- La oración
- El ibérico
- Noches de luna
- Lluvia de sonrisas